# Arkys grandis
Arkys grandis (Balogh, 1978) è un ragno appartenente alla famiglia Arkyidae.

## Etimologia
Il nome del genere deriva dal greco ἄρκυς, àrkys, cioè rete da caccia, a causa del modo di disporre la ragnatela.

## Distribuzione
La specie è stata reperita a sud della Nuova Caledonia, nell'Isola dei Pini

## Tassonomia
Al 2012 non sono note sottospecie e dal 1978 non sono stati esaminati nuovi esemplari.